# Lathrolestes lucidulus
Lathrolestes lucidulus är en stekelart som först beskrevs av Holmgren 1857.  Lathrolestes lucidulus ingår i släktet Lathrolestes och familjen brokparasitsteklar. Arten är reproducerande i Sverige. Inga underarter finns listade i Catalogue of Life.